# Escovopsis weberi
Escovopsis weberi är en svampart som beskrevs av J.J. Muchovej & Della Lucia 1990. Escovopsis weberi ingår i släktet Escovopsis, ordningen köttkärnsvampar, klassen Sordariomycetes, divisionen sporsäcksvampar och riket svampar.   Inga underarter finns listade i Catalogue of Life.